# Tramvajová doprava v Konyi
Tramvajová doprava v Konyi je provozována od roku 1992. Rozchod kolejí činí 1435 mm, napájecí napětí 750 V, celková délka dvoukolejné tratě je 41 km. Na dvou linkách se nachází 41 zastávek.

## Historie
Smlouva na výstavbu první tratě, kterou spolufinancoval německý kapitál, byla podepsána s firmou Siemens AG v květnu 1986, základní kámen stavby byl položen v červenci 1987 za účasti tehdejšího tureckého premiéra Turguta Özala. Pro provoz byly již v roce 1988 zakoupeny první ojeté tramvaje Duewag z Kolína nad Rýnem, které byly v průběhu roku 1989 dodány. Kvůli novému starostovi, zvolenému v komunálních volbách konaným v témže roce, byly ale veškeré práce na stavbě tramvajové trati zastaveny, neboť chtěl městskou rychlodráhu s vlastním tělesem. Výstavba tratě byla znovu zahájena v létě 1991, od 23. dubna 1992 probíhaly cvičné a zkušební jízdy z vozovny do smyčky Cumhuriyet. Běžný provoz byl zahájen 28. září 1992 na trati mezi smyčkami Alââddin a Cumhuriyet o délce 10,4 km. Dne 19. dubna 1996 byla trať prodloužena o dalších 7,6 km ze smyčky Cumhuriyet do konečné zastávky Üniversitesi.
Celkově bylo mezi lety 1989 a 2004 zakoupeno z Kolína nad Rýnem 61 tříčlánkových tramvají z let 1963–1965, které v Konyi obdržely čísla 101–161. Na začátku roku 2013 vyhrála Škoda Transportation výběrové řízení na dodávku 60 plně nízkopodlažních tramvají za celkovou částku 2,6 miliardy korun. Klimatizované pětičlánkové tramvaje Škoda 28T jsou odvozeny z modelu 26T pro maďarský Miskolc. Následovalo je dalších dvanáct tramvají stejného typu s pomocným bateriovým pohonem; dodávky všech vozů 28T byly dokončeny v létě 2015.